# P31
P31 – okręt patrolowy sił zbrojnych Malty wschodnioniemieckiego projektu 89.1 (typu Kondor I), służący poprzednio w Ludowej Marynarce NRD pod nazwą Pasewalk. Wszedł do służby w NRD w 1969 roku jako trałowiec, następnie służył jako patrolowiec pogranicza. Po zjednoczeniu Niemiec, w 1992 został sprzedany na Maltę. Po przemianowaniu na P31 był używany jako okręt patrolowy. Po wycofaniu ze służby w 2009 okręt został zatopiony u brzegów wyspy Comino jako sztuczna rafa i miejsce nurkowe.

## Budowa
Okręt należał do pierwszej serii wschodnioniemieckich trałowców projektu 89.1, oznaczonego przez NATO jako typ Kondor I, zaprojektowanego i zbudowanego w NRD. Zbudowano go w stoczni Peenewerft w Wolgast, pod numerem 89.118. Rozpoczęcie budowy nastąpiło 6 grudnia 1968 roku. Okręt został zwodowany 18 czerwca 1969 i oddany do służby 18 października tego samego roku. Był ósmym okrętem tego typu, który został zbudowany w stoczni i został nazwany „Pasewalk” po miejscowości o tej samej nazwie w Landkreis Vorpommern-Greifswald.

## Skrócony opis
Okręt miał wyporność standardową 329 ts, zaś pełną 361 ts, jego długość całkowita wynosiła 52 m, szerokość całkowita 7,1 m zaś zanurzenie 2,3 m. Napęd jednostki stanowiły dwa silniki Diesla 40 DM o mocy 2942 kW. Prędkość maksymalna wynosiła 20 węzłów, zasięg około 3000 mil morskich przy prędkości 12 węzłów.
Załoga początkowo obejmowała 24 osoby, później w służbie NRD jako patrolowiec 18 osób, a w służbie Malty liczyła 25 osób (w tym 2 oficerów).
Uzbrojenie w służbie niemieckiej stanowiło jedno podwójnie sprzężone działko przeciwlotnicze kalibru 25 mm 2M-3M w odkrytej wieży na pokładzie dziobowym. W drugiej połowie lat 80. okręt mógł otrzymać czteroprowadnicową wyrzutnię Fasta-4M lub FAM-4 dla samonaprowadzających się pocisków przeciwlotniczych obrony bezpośredniej Strzała-2M. Na Maltę okręt został sprzedany bez uzbrojenia, po czym zamontowano w 1999 roku poczwórnie sprzężony karabin maszynowy kalibru 14,5 mm ZPU-4.
Wyposażenie stanowiła stacja hydrolokacyjna KLA-58m i radar nawigacyjny TSR 333. Początkowo okręt miał także zestaw trałów produkcji NRD i ZSRR: kontaktowe MSG-1 lub SDG/RL, elektromagnetyczne KFRG/RL lub HFG-13m lub HFG-24m oraz akustyczny AT-2. Przed sprzedażą na Maltę stację hydrolokacyjną zdemontowano, natomiast okręt otrzymał radar nawigacyjny produkcji zachodniej Racal Bridgemaster 250/360.

## Przebieg służby
Trałowiec „Pasewalk” wszedł do służby Volksmarine 18 października 1969 roku i został przydzielony do 5 Dywizjonu Trałowców (5. MSRA) 1 Flotylli w Peenemünde, a od 1971 roku do 3 Dywizjonu Trałowców tej flotylli. Już między 1971 a 1973 rokiem, po wejściu do służby nowszych okrętów, został przeniesiony do 2 Dywizjonu Okrętów Pogranicza (2. GSA – Grenzschiffabteilung) 6 Brygady Granicznej Wybrzeża (6. GBK – Grenzbrigade Küste). Służył jako patrolowiec pogranicza, a sprzęt przeciwminowy po pewnym czasie zdemontowano, zmniejszając załogę do 18 ludzi. Nosił numer burtowy 354, od 1970-71 roku: 334, a od 1975: G 423 (druga cyfra wskazywała numer dywizjonu).
Po zjednoczeniu Niemiec on i inne okręty typu Kondor I uznano za zbyt przestarzałe, aby włączyć je do niemieckiej marynarki wojennej, więc został wycofany ze służby w 1990, i usunięto z niego uzbrojenie.
Nieuzbrojony trałowiec, wraz ze swoim bliźniaczym okrętem „Ueckermünde” został następnie w dniu 1 lipca 1992 zakupiony przez Maltę; otrzymały one numery taktyczne odpowiednio P31 i P30. P31 stał się okrętem patrolowym w ramach dowództwa operacji morskich Morskiego Dywizjonu Sił Zbrojnych Malty. Trzeci bliźniaczy okręt, „Boltenhagen”, został zakupiony w 1997 i otrzymał numer taktyczny P29. Ponieważ dawne trałowce zostały zakupione nieuzbrojone, AFM zamontowały na nich poczwórne karabiny maszynowe kalibru 14,5 mm ZPU-4.
P31 był wykorzystywany do zabezpieczania wybrzeża Malty przed przemytem oraz do operacji kontroli granicznej. Szczególnym wydarzeniem było uratowanie w 2002 ponad 250 nielegalnych imigrantów z ich 20-metrowej łodzi, która tonęła 71 km na południe od Malty podczas wiatru o sile 6 B.
P31 został wycofany ze służby w 2004 roku i został zakupiony przez Maltański Urząd Turystyki. Po oczyszczeniu jednostka została 25 sierpnia 2009 zatopiona w pobliżu maltańskiej wyspy Comino. Spoczywa na głębokości 18 metrów, służąc jako miejsce do nurkowania i sztuczna rafa.

## Wrak
Wrak leży teraz na głębokości około 19 metrów na czystym białym piasku, zaś pobliskie pola trawy morskiej Posidonia oceanica dają dużą szansę na osiedlenie się na wraku fauny morskiej.